# 晋州 (北周)
晋州，中国南北朝时设置的州。
北周设置晋州，治所在绛县（在今山西省运城市绛县古绛镇东南城村一带）。周武帝建德五年（576年），北周夺得北齐的晋州（治所在今山西省临汾市），于是废除绛县的晋州，地入绛州。